# Bethel (Ohio)
Bethel is een plaats (village) in de Amerikaanse staat Ohio, en valt bestuurlijk gezien onder Clermont County.

## Demografie
Bij de volkstelling in 2000 werd het aantal inwoners vastgesteld op 2637.
In 2006 is het aantal inwoners door het United States Census Bureau geschat op 2610, een daling van 27 (-1,0%).

## Geografie
Volgens het United States Census Bureau beslaat de plaats een oppervlakte van
3,5 km², geheel bestaande uit land. Bethel ligt op ongeveer 269 m boven zeeniveau.

## Plaatsen in de nabije omgeving
De onderstaande figuur toont nabijgelegen plaatsen in een straal van 16 km rond Bethel.